# Cantonul Claret
Cantonul Claret este un canton din arondismentul Montpellier, departamentul Hérault, regiunea Languedoc-Roussillon, Franța.

## Comune
- Champagne
- Claret (reședință)
- Ferrières-les-Verreries
- Fontanès
- Garrigues
- Lauret
- Sauteyrargues
- Vacquières
- Valflaunès